# 秋田市立下北手中学校
秋田市立下北手中学校（あきたしりつ しもきたてちゅうがっこう）は、秋田県秋田市下北手にあった公立中学校。

## 沿革
- 1947年（昭和22年）
  - 4月1日 - 河辺郡下北手中学校として創立[3][4][5]。
  - 5月1日 - 下北手小学校に併設する形で開校[5]。
- 1949年（昭和24年）4月28日 - 独立校舎を落成し、移転[5]。
- 1954年（昭和29年）10月1日 - 下北手村が秋田市に編入されたことに伴い、「秋田市立下北手中学校」に改称[2]。
- 1958年（昭和33年）12月19日 - 校歌を制定[5][6]。
- 1962年（昭和37年）9月10日 - 給食を開始[5]。
- 1972年（昭和47年）4月1日 - 秋田県産業教育研究指定校に指定（1974年度まで）[5]。
- 1977年（昭和52年）5月22日 - 学校環境緑化コンクールにて会長賞を受賞[5]。
- 1979年（昭和54年）4月1日 - 文部省と秋田県より道徳教育研究指定校に指定（翌年度まで）[5]。
- 1989年（平成元年）
  - 2月28日 - 現在地に新校舎を落成[5][2]。
  - 3月27日 - 新校舎へ移転[5]。
  - 12月20日 - 部室棟を落成[5]。
- 1990年（平成2年）
  - 7月21日 - プール完成を祝う会を挙行[5]。
  - 10月31日 - 校舎落成記念式典を挙行[5]。
- 1992年（平成4年）10月30日 - プレハブ教室を設置[5]。
- 1993年（平成5年）
  - 2月27日 - コンピュータ室を設置[5]。
  - 4月1日 - 文部省・秋田県・秋田市より、エイズ教育研究指定校に指定（1995年度まで）[5]。
- 1998年（平成10年）
  - 4月30日 - 校訓「一心不乱」を制定[5]。
  - 10月5日 - 心の教室相談員を配置[5]。
- 2001年（平成13年）2月12日 - 全国ジュニア英語スピーチコンテストの中学生の部にて優秀賞を受賞[5]。
- 2003年（平成15年）4月1日 - 秋田県社会福祉協議会よりボランティア協力校に指定（2005年度まで）[5]。
- 2013年（平成25年）5月24日 - 学校図書支援員を配置[5]。
- 2023年（令和5年）10月15日 - 閉校記念式典を挙行[7]。
- 2024年（令和6年）3月31日 - 秋田市立城東中学校へ統合[7]。

## 教育目標
2023年度の教育目標。
- 志に向かって自ら学ぶ生徒（自律・自立）
- 友を大切にし、協力し合う生徒（友愛・敬愛）
- よい生活を創る生徒（創意・創造）

## 部活動
2019年度時点。
- バスケットボール部
- 吹奏楽部

## 施設概要
主な施設を掲載。
- 校舎（2,616 m2[3]） - 鉄筋コンクリート造3階建て[9]
- 体育館（847 m2[3]） - 鉄骨造[9]
- プール（プール槽部分：275 m2[3]）
- 校庭（11,000 m2[3]）

## 学区
- 秋田市
  - 下北手黒川（全域）
  - 下北手寒川（全域）
  - 下北手宝川（全域）
  - 下北手通沢（全域）
  - 下北手梨平（全域）
  - 下北手柳館（全域）
  - 下北手桜
    - 字桜谷地、字守沢、字新桜谷地

  - 下北手松崎
    - 字家ノ前（97番地を除く）、字碇り、字岩瀬、字大沢田、字大巻、字上崎、字堤沢、字走り崎、字前谷地、字巻ノ沢、字谷崎

出典：

## 進学前小学校
- 秋田市立下北手小学校（秋田市下北手松崎）[10]

## アクセス

### バス
- 秋田市マイタウンバス・下北手線
  - 「谷崎入口」バス停から徒歩で約4分
  - 「前谷地」バス停から徒歩で約4分

## 周辺
- 秋田中央スポーツセンター
- ノースアジア大学
- 秋田市立下北手小学校